# Shu-bi-dua 10
Shu-bi-dua 10 er navnet på Shu-bi-duas tiende album, som udkom på LP i 1983 og senere blev genudgivet på CD i 1990. Albummet blev på ny genudgivet i remasteret version på CD og som download i 2010 under navnet "Deluxe udgave".

## Spor
| #   | Titel                         | Længde |
| --- | ----------------------------- | ------ |
| 1.  | "Vil du med mig"              | 4:15   |
| 2.  | "Folkevognen"                 | 2:57   |
| 3.  | "Narresutten"                 | 3:39   |
| 4.  | "Rap rap"                     | 3:23   |
| 5.  | "Ene og alene"                | 3:16   |
| 6.  | "(Temaet fra) Roquefort"      | 3:08   |
| 7.  | "Monte Carlo"                 | 4:02   |
| 8.  | "Ta' mig som du er"           | 3:22   |
| 9.  | "Luther lagkage"              | 2:57   |
| 10. | "Fuck you"                    | 2:19   |
| 11. | "Humbug"                      | 2:36   |
| 12. | "Mort"                        | 4:03   |
| 13. | "Folkevognen" (demo, bonus)   | 2:58   |
| 14. | "Søborghus-revyen" (bonus)    | 0:47   |
| 15. | "Dentures in the air" (bonus) | 2:51   |
| 16. | "Jazznyt" (bonus)             | 1:41   |
| 17. | "Kære kvinder" (bonus)        | 1:22   |

Spor 13-17 er bonusnumre, som kun findes på de remastered cd- og downloadudgaver fra 2010. "Søborghus-revyen", "Jazznyt" og "Kære kvinder" er tidligere udgivet på albummet Da mor var dreng, sidstnævnte også i opsamlingen Shu-bi-dua 200. "Dentures in the air" er en amerikansk version af sangen "Brdr. Gebis" og tidligere udgivet på både albummet Da mor var dreng og opsamlingen Shu-bi-læum.
Alle titler og sporlængder er taget fra 2010-downloadudgaverne.

## Originalsange
- Originalen til "Folkevognen" er "Mercury Blues" (Douglas-Geddins / Shu-bi-dua), nærmere bestemt i David Lindleys version fra 1981.[1]